# Bayldonita
La bayldonita és un mineral de la classe dels arsenats. Va ser descobert el 1865 a la mina en Penberthy Croft, Cornualla, Anglaterra. El nom li va donar Arthur Herbert Church en honor del físic anglès John Bayldon. També se la coneix amb els noms de cuproplumbita o parabayldonita.

## Característiques
Es tracta d'un mineral secundari poc comú amb fórmula química PbCu₃(AsO₄)₂(OH)₂. S'assembla a la olivenita i a la malaquita però es diferencia d'aquests degut a la forma dels seus cristalls. Cristal·litza en el sistema monoclínic, la seva fractura és desigual i no s'ha observat cap tipus d'exfoliació.
Segons la classificació de Nickel-Strunz, la bayldonita pertany a «08.BH: Fosfats, etc. amb anions addicionals, sense H₂O, amb cations de mida mitjana i gran, (OH, etc.):RO₄ = 1:1» juntament amb els següents minerals: thadeuita, durangita, isokita, lacroixita, maxwellita, panasqueiraita, tilasita, drugmanita, bjarebyita, cirrolita, kulanita, penikisita, perloffita, johntomaita, bertossaita, palermoita, carminita, sewardita, adelita, arsendescloizita, austinita, cobaltaustinita, conicalcita, duftita, gabrielsonita, nickelaustinita, tangeita, gottlobita, hermannroseita, čechita, descloizita, mottramita, pirobelonita, vesignieita, paganoita, jagowerita, carlgieseckeita-(Nd), attakolita i leningradita.

## Formació i jaciments
Es forma a les zones d'oxidació dels dipòsits polimetàl·lics, sobretot en els jaciments de coure i de plom. En aquests dipòsits es troba associat amb: olivina, mimetita, malaquita, duftita, cerussita, beudantita, barita, atzurita, tsumebita, schultenita, keyita, adamita o anglesita.
La bayldonita va ser descoberta a la mina Penberthy Croft, a Saint Hilary (Cornualla, Anglaterra). També ha estat descrita a altres indrets del Regne Unit, Alemanya, Angola, l'Argentina, Austràlia, Àustria, Espanya, els Estats Units, França, Grècia, Hongria, Irlanda, Itàlia, el Japó, el Kazakhstan, el Marroc, Mèxic, Namíbia, Polònia, Portugal, Romania, la República Txeca, Suïssa, Xile, la Xina i Zimbàbue. A Catalunya ha estat trobada a la mina Les Ferreres, a Rocabruna, a Camprodon (Ripollès, Girona) i a la mina «Iris 18» d'Escornalbou, a Riudecanyes (Baix Camp, Tarragona).